# 施伦斯
施伦斯是位于奥地利福拉尔贝格州布卢登茨区的一个村庄。
著名女高音歌唱家伊丽莎白·施瓦茨科普夫晚年生活于此。